# Лана, Либеро
Либеро Лана (итал. Libero Lana; 18 февраля 1921 года, Триест — 1989) — итальянский виолончелист.
Наиболее известен выступлениями в составе Триестского трио в 1933—1962 гг. После ухода из ансамбля вёл сольную карьеру, которая, однако, была не столь успешной. Предпочитал камерный репертуар, постоянно сотрудничая с пианистами Лодовико Лессона (до его трагической гибели в 1972 г.) и Роберто Репини, а также со скрипачом Сальваторе Аккардо. В архиве RAI сохранились выполненные Лана записи концерта Антонина Дворжака, камерных сочинений Бетховена, Шопена, Шумана, Брамса, Прокофьева, Шостаковича.